# Родин, Янко
Я́нко Ро́дин (хорв. Janko Rodin; 9 сентября 1900, Каштел Лукшич, Каштела, Королевство Далмация, Австро-Венгрия — 15 сентября 1974, Сплит, СФРЮ) — югославский хорватский футболист, защитник и полузащитник. Участник Олимпиады 1924 года.

## Карьера

### Клубная
Сразу же после завершения Первой мировой войны начал выступать в составе сплитского «Хайдука», за который, с небольшим перерывом, играл вплоть до завершения карьеры игрока в 1931 году, провёл за это время 251 игру, забил 35 мячей в ворота соперников и стал, вместе с командой, дважды чемпионом, дважды вице-чемпионом и один раз третьим призёром страны. Помимо этого, Янко, работавший сотрудником таможни, находясь по служебным делам в Белграде иногда играл за местный клуб БСК и за сборную Белграда, за которую провёл 5 матчей.

### В сборной
В составе главной национальной сборной Королевства СХС выступал на позиции защитника, дебютировал 10 февраля 1924 года в проходившем в Загребе товарищеском матче со сборной Австрии, в этой встрече его команда проиграла со счётом 1:4, а последний раз сыграл за сборную 3 октября 1926 года в проходившем в Загребе товарищеском матче со сборной Румынии, в котором его команда потерпела поражение со счётом 2:3. Участвовал в единственном матче сборной на Олимпиаде 1924 года, где его команда уступила будущим победителям этого розыгрыша сборной Уругвая со счётом 0:7. Всего провёл за главную сборную страны 4 матча.

## После карьеры
После завершения карьеры игрока работал функционером в «Хайдуке», был президентом клуба с 1939 до 1941 года, когда из-за начавшейся Второй мировой войны был вынужден оставить должность, которую затем снова занимал в период с 1944 по 1945 год.
Умер Янко Родин на 75-м году жизни 15 сентября 1974 года в Сплите.

## Достижения
«Хайдук»
- Чемпион Королевства СХС/Югославии (1): 1927, 1929
- Вице-чемпион Королевства СХС (2): 1924, 1928
- Бронзовый призёр чемпионата Югославии (1): 1930